# Río Lamas
El río Lamas es un curso natural de agua que nace de una vertiente en el fondo de una quebrada que asemeja un anfiteatro en las faldas ponientes del Nevado Tres Cruces Central y desemboca en el salar de Maricunga. 

## Trayecto
Los primeros 200 m fluye hacia el sur y luego gira al oeste y mantener esa dirección hasta desembocar en el salar de Maricunga. 
En su cauce superior corre a través de un bofedal que contribuye con agua de distintas calidades. En su trayecto aumenta su caudal pero disminuye la calidad de sus aguas, asimismo el valle del río se ensancha o estrecha y tiene un salto de más de 10 m de altura.

## Caudal y régimen
El río Lamas tiene en su origen un gasto de 65 l/s, pero 5,3 km más abajo el caudal ha aumentado a 330 l/s.: 253 

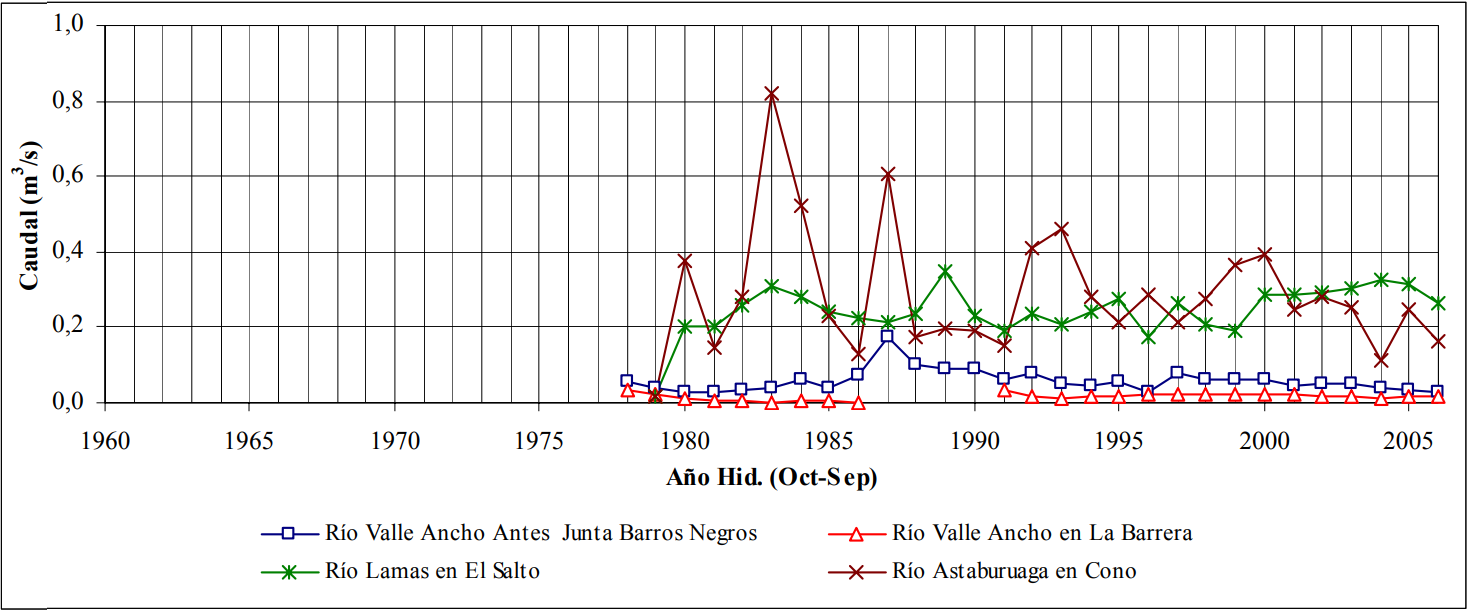
Caudales medios anuales del río Lamas y otros.

## Historia

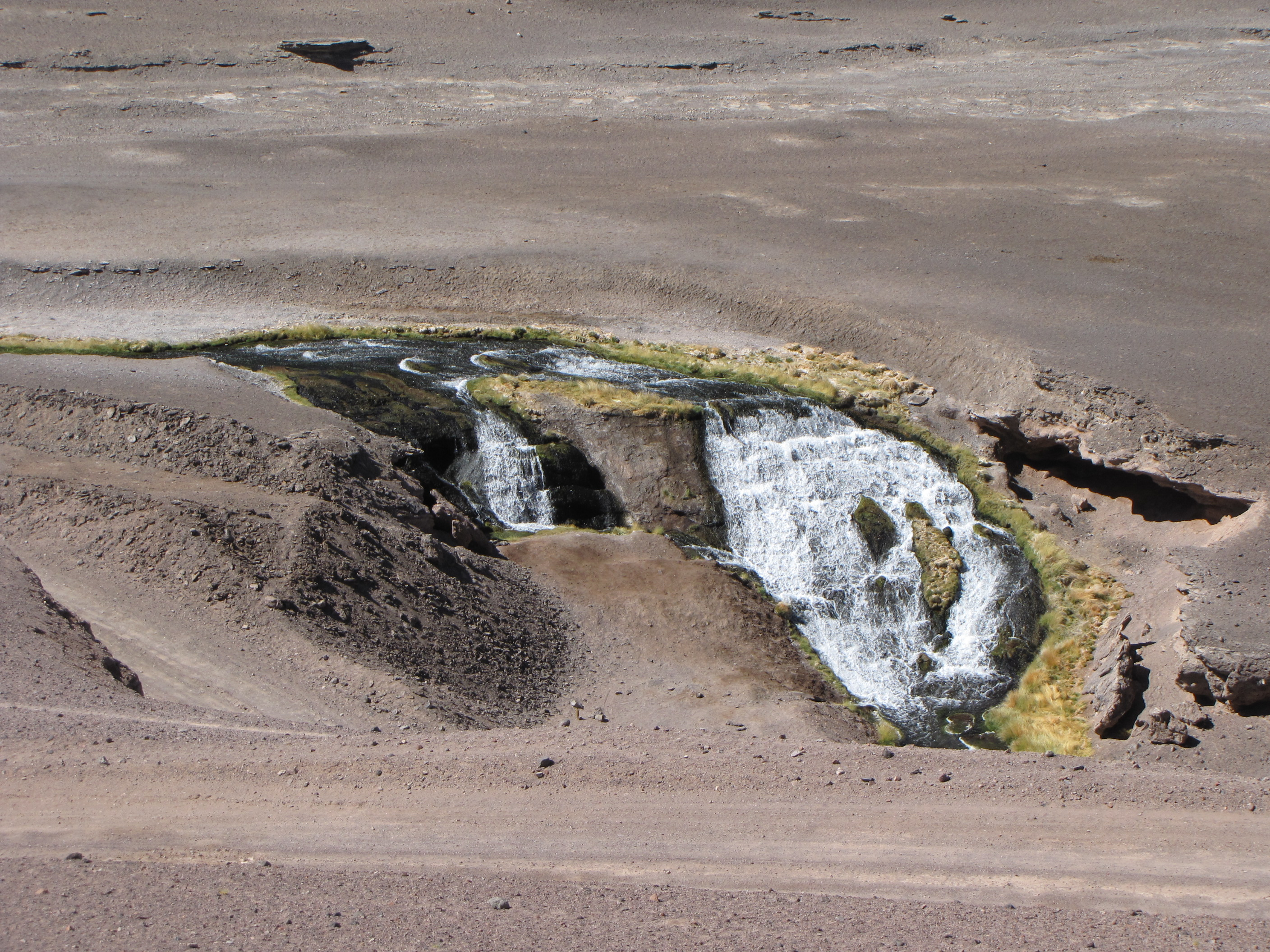
Cascada del río Lamas.

Francisco Solano Asta-Buruaga y Cienfuegos escribió en 1899 en su obra póstuma Diccionario Geográfico de la República de Chile sobre el río:
Lamas (Río de).-—Es de corto curso y nace en el departamento de Copiapó de la vertiente occidental de cerro de los Andes, llamado de las Tres Cruces.
Luis Risopatrón lo describe en su Diccionario Jeográfico de Chile: 461 
Lamas (Rio) 27° 05' 69° 00'. Recibe las aguas subterráneas de las faldas W de los nevados de Tres Cruces, al través de una capa permeable de lavas i piedra pómez i corre hácia el W con 15 a 20% de pendiente, en una serie de rápidos, por sobre sedimentos calcáreos, entre barrancas de sedimentos arenáceos calcáreos, endurecidos con bancos de vejetacion herbácea petrificada; lleva unos 150 litros de agua por segundo, de sabor desagradable i algo dañina a causa de las sales que tiene en disolución i se infiltra antes de llegar al estremo SE del salar de Maricunga. El cajón es abundante en pastizales, los que se encuentran jeneralmente algo talados i como leña cuenta con la varilla brava, cuya raiz proporciona un buen combustible. 1, X, p. 209; 63. p. 138; 9S, i, p. 67; 117, p, 95 i 126; 126, 1912, p. Í62; 134; 155, p. 356; 156; i 161, i, p. 198; i II, p. 33.